# シャキール・ピナス
シャキール・ピナス（Shaquille Pinas、1998年3月19日 - ）は、オランダ・ロッテルダム出身、スリナム代表のサッカー選手。ハンマルビーIF所属。ポジションはDF。

## クラブ経歴
2011年にFCドルトレヒトの下部組織へ加入し、2017年1月20日にヨング・ユトレヒト戦でプロデビューをした。
2021年6月9日、PFCルドゴレツ・ラズグラドへ移籍した。
2022年よりスウェーデンのハンマルビーIFでプレーする。

## 代表経歴
2021年3月24日、2022 FIFAワールドカップ・予選のケイマン諸島代表戦でスリナム代表として初出場。